# Gerbillus amoenus
Gerbillus amoenus (Піщанка славна) — вид родини мишеві (Muridae).

## Поширення
Цей вид зустрічається в Лівії та Єгипті. Мешкає в різних середовищах проживання від густої рослинності (в оазах і ваді) до пусток.

## Опис
Довжина тіла до 6 см, з дуже довгим хвостом (10 см), шерсть коричнево-оранжева й має тенденцію темніти на спині, в той час як черево біле.